# Douglas (Wyoming)
Pour les articles homonymes, voir Douglas.
La ville américaine de Douglas est le siège du comté de Converse, dans l’État du Wyoming. En 2000, sa population s’élevait à 5 288 habitants.

## Source
- (en) Cet article est partiellement ou en totalité issu de l’article de Wikipédia en anglais intitulé « Douglas, Wyoming » (voir la liste des auteurs).